# SINGLES Vol.2 (1983〜1988)
『SINGLES Vol.2 (1983〜1988)』（シングルス・ボリューム・ツー－）は、日本のミュージシャン、長渕剛のベスト・アルバムである。
1997年12月10日に東芝EMI／エキスプレスよりリリースされた。また、2006年3月8日には24ビット・デジタル・リマスタリング化されて再リリースされている。
1983年から1988年までのシングル曲を全て収録している。全2枚組。

## 内容
東芝EMI時代のシングル曲を、A面、B面ともに収録している。なお「泣いてチンピラ」のB面に収録されていた「ろくなもんじゃねぇ（カラオケ）」は収録していない。

## 収録曲

### DISC-1
| 全作詞・作曲: 長渕剛（※#3、作詞: 秋元康）。 |                                          |                              |                              |                                       |      |
| #                                           | タイトル                                 | 作詞                         | 作曲・編曲                   | 編曲                                  | 時間 |
| 1.                                          | 「恋人時代」                             | 長渕剛（※#3、作詞: 秋元康 ） | 長渕剛（※#3、作詞: 秋元康 ） | 瀬尾一三、長渕剛                      | 3:46 |
| 2.                                          | 「Hurry Up」(初CD化音源)                 | 長渕剛（※#3、作詞: 秋元康 ） | 長渕剛（※#3、作詞: 秋元康 ） | 長渕剛                                | 3:52 |
| 3.                                          | 「GOOD-BYE青春 ※」                       | 長渕剛（※#3、作詞: 秋元康 ） | 長渕剛（※#3、作詞: 秋元康 ） | 瀬尾一三                              | 3:28 |
| 4.                                          | 「-100°の冷たい街」                      | 長渕剛（※#3、作詞: 秋元康 ） | 長渕剛（※#3、作詞: 秋元康 ） | 瀬尾一三、長渕剛                      | 4:50 |
| 5.                                          | 「孤独なハート」(初CD化音源)             | 長渕剛（※#3、作詞: 秋元康 ） | 長渕剛（※#3、作詞: 秋元康 ） | 瀬尾一三                              | 4:09 |
| 6.                                          | 「Welcome To My House」(初CD化音源)      | 長渕剛（※#3、作詞: 秋元康 ） | 長渕剛（※#3、作詞: 秋元康 ） | 瀬尾一三、長渕剛                      | 3:59 |
| 7.                                          | 「久しぶりに俺は泣いたんだ」(初CD化音源) | 長渕剛（※#3、作詞: 秋元康 ） | 長渕剛（※#3、作詞: 秋元康 ） | 瀬尾一三、長渕剛                      | 4:30 |
| 8.                                          | 「巡恋歌 ('85武道館ライブ)」(初CD化音源) | 長渕剛（※#3、作詞: 秋元康 ） | 長渕剛（※#3、作詞: 秋元康 ） | 長渕剛 & HIS BAND                     | 4:35 |
| 9.                                          | 「勇次」                                 | 長渕剛（※#3、作詞: 秋元康 ） | 長渕剛（※#3、作詞: 秋元康 ） | 瀬尾一三、長渕剛、The Band of Spirits | 5:15 |
| 10.                                         | 「LONG LONG TIME AGO」                   | 長渕剛（※#3、作詞: 秋元康 ） | 長渕剛（※#3、作詞: 秋元康 ） | 笛吹利明                              | 4:59 |
| 合計時間:                                   | 合計時間:                                | 合計時間:                    | 43:23                        |                                       |      |

### DISC-2
| 全作詞・作曲: 長渕剛、全編曲: 瀬尾一三、長渕剛（※#2、作詞: 長渕剛、吉見佑子、※#8、編曲: 中西康晴）。 |                                                    |        |            |      |
| # | タイトル                                           | 作詞   | 作曲・編曲 | 時間 |
| 1.                                                                                                   | 「SUPER STAR」(初CD化音源)                         | 長渕剛 | 長渕剛     | 4:31 |
| 2.                                                                                                   | 「DON'T CRY MY LOVE ※」(初CD化音源)                | 長渕剛 | 長渕剛     | 5:37 |
| 3.                                                                                                   | 「ろくなもんじゃねえ」                             | 長渕剛 | 長渕剛     | 4:11 |
| 4.                                                                                                   | 「勇次 ('87武道館ライブ)」(初CD化音源)             | 長渕剛 | 長渕剛     | 6:00 |
| 5.                                                                                                   | 「泣いてチンピラ」                                 | 長渕剛 | 長渕剛     | 4:26 |
| 6.                                                                                                   | 「PLEASE AGAIN (with Acoustic Piano)」(初CD化音源) | 長渕剛 | 長渕剛     | 6:02 |
| 7.                                                                                                   | 「乾杯」                                           | 長渕剛 | 長渕剛     | 5:27 |
| 8.                                                                                                   | 「THANK YOU WOMAN ※」                              | 長渕剛 | 長渕剛     | 3:57 |
| 9.                                                                                                   | 「NEVER CHANGE」                                   | 長渕剛 | 長渕剛     | 5:59 |
| 10.                                                                                                  | 「STAY DREAM (セルフカバーバージョン)」            | 長渕剛 | 長渕剛     | 5:13 |
| 合計時間:                                                                                            | 合計時間:                                          | 51:23  |            |      |

## 曲解説

### DISC-1
1. 恋人時代
2. Hurry Up
3. GOOD-BYE青春
TBSテレビドラマ『家族ゲーム』テーマ曲。
4. -100°の冷たい街
5. 孤独なハート
TBS系テレビドラマ『家族ゲームII』主題歌。
6. Welcome To My House
7. 久しぶりに俺は泣いたんだ
8. 巡恋歌 ('85武道館ライブ)
9. 勇次
10. LONG LONG TIME AGO

### DISC-2
1. SUPER STAR
TBSテレビドラマ『親子ゲーム』主題歌。
2. DON'T CRY MY LOVE
3. ろくなもんじゃねえ
TBSテレビドラマ『親子ジグザグ』主題歌。
4. 勇次 ('87武道館ライブ)
5. 泣いてチンピラ
6. PLEASE AGAIN (with Acoustic Piano)
7. 乾杯
8. THANK YOU WOMAN
9. NEVER CHANGE
10. STAY DREAM (セルフカバーバージョン)
アルバム『NEVER CHANGE』収録。